# ناثانيل ماكون
ناثانيل ماكون (بالإنجليزية: Nathaniel Macon)‏ (17 ديسمبر 1775- 29 يونيو 1837)، كان سياسيًا أمريكيًا مَثّل كارولينا الشمالية في مجلسي الكونغرس الأمريكي، كان هو الرئيس الخامس في المجلس، خدم هناك من 1801 إلى 1807. كان عضوًا في مجلس النواب الأمريكي من 1791 إلى 1815، وعضوًا في مجلس الشيوخ الأمريكي من 1815 إلى 1828. عارض المصادقة على دستور الولايات المتحدة وعلى السياسة الاقتصادية الفيدرالية لألكسندر هاميلتون. أطلق عليه توماس جفرسون «آخر الرومانيون».
خلال مسيرته السياسية كان متحدثًا في جناح الجمهورية القديمة في الحزب الجمهوري الديمقراطي، أراد الحد بشكل صارم من الحكومة الاتحادية للولايات المتحدة. عارض ماكون مع زملائه في جناح الجمهورية القديمة جون راندولف وجون تايلور كارولين العديد من المقترحات السياسية، عارض عمومًا التحسينات الداخلية التي عززها هنري كلاي وجون كالهون.
كان مدافعًا مبكرًا عن العبودية في الولايات المتحدة، صوّت ماكون ضد تسوية ميزوري عام 1820. في انتخابات الرئاسة الأمريكية 1828 حصل على العديد من الأصوات الانتخابية لمنصب نائب الرئيس. كان رئيس المؤتمر الدستوري لكارولينا الشمالية 1835.
بعد تركه للمناصب العامة، عمل كأمين جامعة ولاية كارولينا الشمالية في تشابل هيل، واحتج على تهديد الرئيس أندرو جاكسون باستخدام القوة في أزمات الإبطال.

## مطلع حياته
ولد ناثانيل ماكون بالقرب من وارينتون بولاية كارولاينا الشمالية، ابن اللواء غيدون ماكون، مواطن من فرجينيا، ووالدته من كارولينا الشمالية، وهي بريسيلا جونز، ومن خلال جده الأكبر الكولونيل غيدون ماكون يدعي أنه من الهوغونوتيون الفرنسية (هم أعضاء كنيسة فرنسا الإصلاحية البروتستانتية خلال القرنين السادس عشر والسابع عشر)، كان ماكون القريب الثاني للسيدة الأولى مارثا واشنطن.
بنى الرائد غيدون ماكون «ماكون مانور» وأصبح مزارع تبغ ثري، في حين كان ناثانيل الطفل السادس لغيدون وبريسيلا، كان يبلغ من العمر عامان عندما تُوفي والده في 1761، بعد وفاته امتلك غيدون 3,000 فدان (12 كم مربع) من الأراضي و 25-30 عبدًا. ورث ناثانيل قطعتي أرض وجميع أدوات الحدادة الخاصة بوالده. ترك غيدون لابنه ثلاث عبيد: جورج، وروب، ولوسي.

### تعليمه
في 1766، دبرت بريسيلا (جونز) ماكون، زوجة جيمس رانسوم تعليم اثنين من أبناءها، ناثانيل وجون، مع أبناء جارها فيليمون هوكينز الثاني، ولهذا السبب خاطبوا السيد تشارلز بيتيجرو، الذي أصبح فيما بعد رئيس كلية إدينتون في 1733. ثلاثة من أربعة شباب (ناثانيل وبنجامين من بينهم) اكملوا دراستهم في «جامعة نيوجرسي» في برينستون، كجزء من فئة عام 1777. لم يتخرج ناثانيل ولا حتى بنجامين.

### الثورة الأمريكية
أدى ماكون فترة قصير الأمد في الخدمة العسكرية خلال الثورة الأمريكية. عاد إلى كارولينا الشمالية أثناء السقوط  في 1776، درس القانون لثلاث سنوات. انضم ثانيًة إلى الثورة بشكل سري  في 1780. ومن المرجح أنه كان حاضرًا في معركة كامدن.

## الزواج والعائلة
قابل ماكون هانا بلامر في 1782 في وارينتون في كارولينا الشمالية، والداها ويليام بلامر وماري هايس وكانا من فرجينيا مثل ماكون وكانا على «علاقة جيدة». كان ماكون رجلًا طويل القامة، نحو ستة أقدام (1.8 متر)، وكان يُعتبر جذابًا، لكنه لم يكن الرجل الوحيد الذي لاحق الآنسة بلامر. على أي حال بعد أشهر قليلة من العلاقة الرومانسية قرر ناثانيل وهانا أن يتزوجا.
هناك قصة عن علاقتها الرومانسية تروي تنافس ماكون مع عاشق آخر مجهول الاسم في لعبة ورق، وكانت هانا بلامر هي الجائزة. قُبل العرض وخسر ماكون في لعبة الورق. أثناء خسارته التفت إلى هانا وهتف «بغض النظر عن خسارتي لك بشكل عادل، إلا أن الحب يتفوق على النزاهة، لا استطيع التخلي عنكِ». هذا جعلها تقع في حبه وتزوجا بعد ذلك بفترة قصيرة. تزوجا في 9 أكتوبر عام 1783 وكان زواجها مليئًا بالحب.

### في القانون
كان أخوها كيمب بلامر محاميًا، هو جد كيمب بلامر باتل. كان كُلٌ من ناثانيل ماكون وكيمب بلامر أعضاء في «وارنر جونتو» التي تضمنت أيضًا جيمس تورنر، وويلدون ناثانيل إدواردز، وليام هوكينز، ووليام ميلر. كان كيمب بلامر المالك الثاني لأقدم منزل في وارينتون. كان المالك الأصلي مارمادوك جونسون، الذي تزوج اخت ماكون غير الشقيقة هيكسي جونسون. كان للآنسة بلامر شقيق آخر وهو ويليام بلامر الثاني، الذي تزوج اخت ماكون غير الشقيقة بيتسي رانسوم.

### الأطفال والوفيات والدفن
وفقًا لمخطوطات الإنجيل كان لماكون ثلاثة أطفال:
- بيتسي كيمب ماكون (12 سبتمبر 1784- 10 نوفمبر 1829) تزوجت ويليام جون مارتن (6 مارس 1781- 11 ديسمبر 1828).
- بلامر ماكون (14 أبريل 1786، 26 يونيو 1792).
- سينورا ماكون (15 نوفمبر 1787، 16 أغسطس 1828).[18]

توفيت هانا زوجة ماكون في 11 يوليو، عام 1970 عندما كانت تبلغ من العمر فقط 29 عامًا. على الرغم من أن ناثانيل كان يبلغ من العمر 32 عند وفاة زوجته هانا إلا أنه لم يتزوج ثانيًة. يُقال إنه كان وفيًا لزوجته، وأن عدم زواجه بعد وفاتها لفترة طويلة كان يوحي على وفائه لذكراها.
دُفن جثمانها بالقرب من منزلهما على حدود الفناء. توفي ولدهما الوحيد بعد عام من وفات هانا ودُفن بالقرب منها. عندما توفي ناثانيل في 29 يوليو عام 1837 عن عمر يناهز 79 عامًا وُضع بالقرب من زوجته وابنه. وكما طلب، غُطي موقع قبورهم بكومة كبيرة من أحجار الفلنت، لكي تبقى الأرض قاحلة. اعتقد ماكون أنه لن يرغب أحد بإزالة أحجار الفلنت لزراعة الأرض، وبالتالي المحافظة على موقع الدفن.

## الحياة السياسية
خدم في مجلس شيوخ كارولينا الشمالية لمقاطعة وارين في الأعوام 1881، 1882، و1884.
عارض ماكون الدستور وبقي لمدة أربع عقود في الكونغرس ليتأكد من أن الحكومة الوطنية ستبقى ضعيفة. بقي لمدة 37 عامًا من أبرز المعارضين في الكونغرس، كان «راديكاليًا سلبيًا». يُقال عنه أنه في فترة خدمته بأكملها لم يسبق لأي أحد من أعضاء المجلس بأن أدلى بالكثير من الأصوات السلبية. «كان الرفض كلمته وسلاحه».
دعم جميع السياسات الخارجية لجيفرسون وجيمس ماديسون من 1801 إلى 1817. مَقَت ماكون ألكسندر هاميلتون والنظام الفيدرالي.

### من 1791 حتى 1799
كان معاديًا بشكل خاص للقوات البحرية، حيث خشي من أن تسبب النفقة  اهتمامات مالية. عارض بمرارة معاهدة جاي في 1795، والتدخل وأعمال الفتنة 1798، وحركة الحرب مع فرنسا في 1789-99. دعم قرارات كنتوكي وفرجينيا.

### من 1800 حتى 1809
عمل ماكون كمتحدث في المجلس خلال المؤتمرات السابعة (1801 – 03)، الثامنة (1803 – 05)، والتاسعة (1805 – 07). كان الشخص الخامس والجنوبي الأول الذي عمل في المجلس. دعم صفقة لويزيانا في 1803.
خلال فترة ولايته الثانية كمتحدث، انفصل ماكون عن جيفيرسون، معتقدًا أن الرئيس انحرف عن المبادئ الأساسية للجمهورية، والبنية الدستورية الصارمة، وسيادة الدولة، وبدأ يتعاون أكثر مع جون راندولف وجون تايلور كجزء من كتلة كويدز المنشقة للحزب الجمهوري الديمقراطي.

## أماكن سميت يف ذكراه
- مقاطعة ماكون (ألاباما)
- مقاطعة ماكون (إلينوي)
- مقاطعة ماكون (ميزوري)
- ميكون (ميزوري)
- مقاطعة ماكون (كارولاينا الشمالية)
- ماكون (جورجيا)
- ماكون (إلينوي)
- ماكون (مسيسيبي)
- مقاطعة ماكون (جورجيا)
- ماكون (كارولاينا الشمالية)
- مقاطعة ماكون (تينيسي)

## روابط خارجية
- ناثانيل ماكون على موقع الموسوعة البريطانية (الإنجليزية)